# 阿爾派恩 (阿拉斯加州)
阿爾派恩（英語：Alpine）是位於美國阿拉斯加州北坡自治市鎮的一個非建制地區。該地的面積和人口皆未知。

## 地理
阿爾派恩的座標為70°14′18″N 150°59′40″W / 70.23833°N 150.99444°W，而該地的平均海拔高度為4米（即13英尺）。